# Австралийский пеликан
Австралийский пеликан (лат. Pelecanus conspicillatus) — птица семейства пеликановых. Населяет всю Австралию (кроме центральной части), Новую Гвинею, Фиджи, частично Индонезию, залетает в Новую Зеландию. Размеры средние: размах крыльев 2,3—2,5 м. Гнездится по песчаным лагунам, на островах вблизи побережья и на внутренних озёрах.

## Общие сведения
Австралийский пеликан является самой большой летающей птицей Австралии. Размах крыльев у этого вида составляет от 2,5 до 3,4 метра. Вес — от 5 до 6,8 кг (зарегистрированный рекорд — 8,2 кг); длина тела 1,6—1,9 метра; длина клюва 40—50 см (этот вид занесен в Книгу рекордов Гиннесса как птица с наибольшей длиной клюва относительно длины тела). Размеры взрослой особи 150—180 см, хотя некоторые представители могут достигать 190 см.

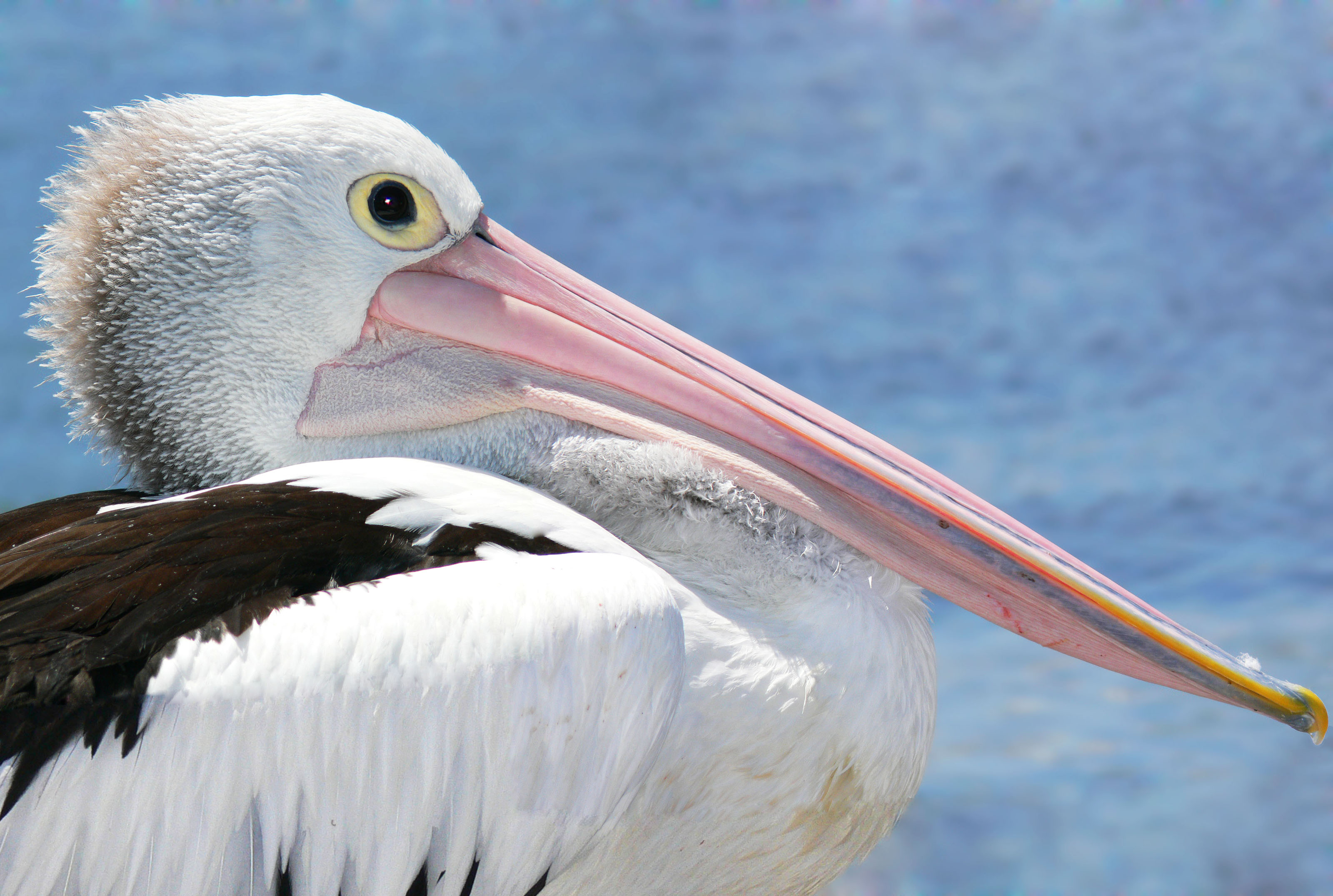
Голова австралийского пеликана

Нижняя челюсть пеликана составлена из двух тонких подвижно сочлененных костей, к которым крепится горловой мешок. Этот кожаный пузырь под клювом вмещает 9—13 литров воды .
Скелет птицы чрезвычайно легкий (благодаря порам и воздушным полостям внутри костей), и составляет менее 10 % от общего веса тела. Обычные звуки, которые выдает этот пеликан — глубокий грудной рокот. В дикой природе эта птица живёт в среднем 10—25 лет. У австралийского пеликана наблюдается половой диморфизм: самцы несколько больше самок.
Глаза у австралийских пеликанов коричневые с белой окантовкой. В отличие от всех других современных видов пеликанов, участок обнаженной кожи вокруг глаза у австралийского пеликана отделен от обнаженной кожи основы клюва перьевой перемычкой, образующей своеобразные «очки», которые являются характерным признаком вида.
Продолжительность жизни колеблется от 10 до 25 лет.
В двухнедельном возрасте птенцы уже могут залезать в горловой мешок родителей с тем, чтобы получить отрыгнутую пищу.

## Распространение
Австралийский пеликан встречается практически на всей территории Австралии, в Новой Гвинее и западной части Индонезии. Одиночные случаи прилета австралийского пеликана зарегистрированы в Новой Зеландии, а также на островах запада Тихого океана (Палау, Фиджи и другие). В Австралии этот пеликан встречается как на пресных водоемах, так и на морских побережьях, на болотах, в эстуариях, на временных внутренних водоемах (оз. Эйр и др.), прибрежных островах и в заплавах рек.

## Питание
За день австралийский пеликан может потреблять до 9 килограммов пищи.

### Объекты питания
Основным видом пищи австралийского пеликана является рыба. Но этот вид птиц не имеет четкой специализации в питании, поэтому, кроме рыбы, в рацион австралийского пеликана могут входить и многочисленные водные организмы, например ракообразные, головастики и взрослые амфибии, а также небольшие черепахи. Кроме того, эти пеликаны с готовностью принимают «подкормку» от людей, поэтому в их рационе в последнее время было зарегистрировано много необычных вещей.
При недостатке обычного корма, по некоторым наблюдениям, австралийские пеликаны могут ловить, убивать и поедать даже чаек и утят. Чаек пеликаны держат под водой до тех пор, пока те не захлебываются, а потом едят их, начиная с головы. Также австралийские пеликаны могут отбивать добычу у других птиц.

### Приспособления для питания
Важнейшую роль в питании австралийского пеликана играет клюв с горловым мешком. Клюв пеликана очень чувствителен, и с его помощью птица может находить рыбу (или другие объекты питания) в воде. Для удержания скользкой добычи на клюве есть загнутый книзу «крючок» (на конце верхней челюсти). Когда добыча поймана, пеликан манипулирует ею таким образом, чтобы она развернулась головой вниз в направлении его горла, а потом глотает, сопровождая глоток резкими подергиваниями головы.

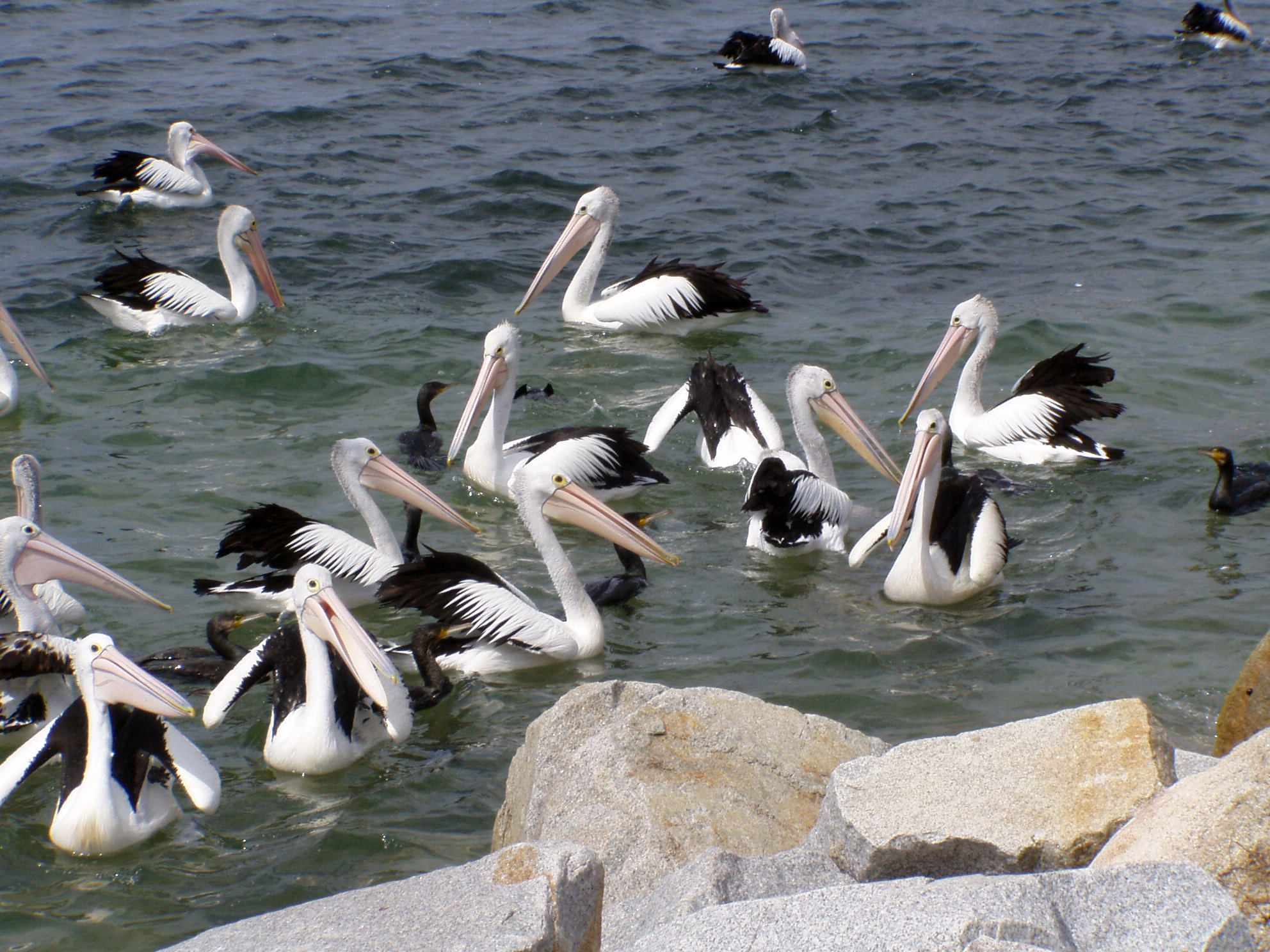
Стая пеликанов, ловящих рыбу

Горловой мешок никогда не используется для хранения пищи, а только как ёмкость для её кратковременного удержания. Пеликаны погружают клюв под воду, используя мешок как ловчую сеть. Когда что-нибудь попадается в мешок, пеликан закрывает клюв и прижимает его к груди. Это действие позволяет вытеснить воду из клюва и перевести добычу в положение, пригодное для глотания. Также пеликаны, которые живут на соленых водоемах, могут использовать горловой мешок для собирания дождевой воды для питья.
Австралийские пеликаны могут охотиться поодиночке, но чаще всего птицы собираются в стаи. Временами такие стаи могут быть довольно большими. При охоте пеликаны работают согласованно, окружая косяк рыбы и загоняя её на мель, для чего используют погруженные под воду открытые клювы и бьют крыльями по воде.
Существуют также одиночные неподтвержденные сведения о том, что австралийский пеликан может ловить рыбу, пикируя на неё с воздуха, как это обычно делают бурый и перуанский пеликаны.

## Миграции
Австралийский пеликан является высокомобильной птицей, которая способна перелетать на большие расстояния в поисках пригодных водоемов и пищи. Австралийский пеликан не способен на длительный маховой полет, но, в случае парения, может находиться в воздухе непрерывно более суток, покрывая при этом сотни километров. В свободном полете эти птицы в полной мере используют термальные потоки воздуха для подъёма и последующего поддержания оптимальной высоты полета.
Обычно австралийские пеликаны летают на высоте около 1000 метров. Перемещаясь в парении от одного термального потока воздуха к другому, пеликаны могут покрывать большие расстояния с минимальными усилиями, развивая скорость до 56 километров в час.

## Размножение
Для размножения австралийские пеликаны образовывают колонии численностью до 40 000 особей. К гнездованию австралийские пеликаны могут приступить в любой период года в зависимости от погодных условий. Важнейшим ограничивающим фактором при этом является количество осадков.

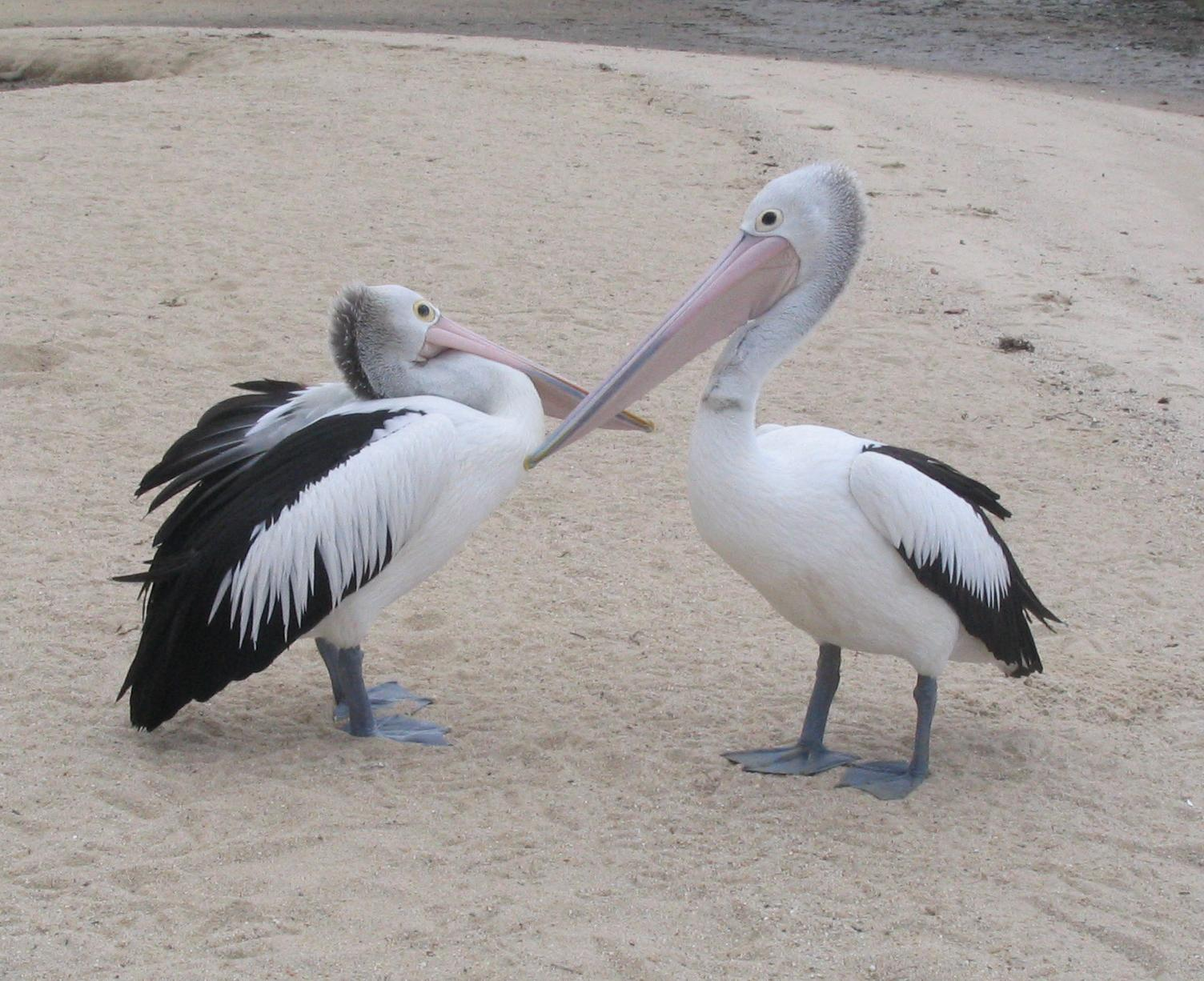
Пара австралийских пеликанов

### Брачное поведение
К спариванию пеликаны приступают после довольно продолжительного ухаживания. От двух до восьми самцов ходят вслед за самкой по территории колонии, угрожая друг другу и стараясь привлечь внимание самки путём покачивания открытыми клювами. Также самцы в это время могут подбирать небольшие объекты, такие как палочки или мелкая засохшая рыба, которые они подбрасывают в воздух и ловят, повторяя это по несколько раз подряд. Пеликаны во время ухаживания могут прибегать к «аплодисментам», когда они хлопают клювом несколько раз в секунду, благодаря чему по горловому мешку пробегают быстрые волны, как по флагу во время сильного ветра. Постепенно потенциальные кавалеры отходят от самки один за другим, и в конце концов, после погони по земле, воде и воздуху, с самкой остается только один самец, которого она ведет к месту строительства гнезда.
Во время брачного периода окраска клюва и горлового мешка пеликанов сильно изменяется. Передняя половина клюва становится ярко-розовой, в то время как кожа мешка возле горла приобретает хромово-жёлтый оттенок. Некоторые участки в верхней части и в основе клюва приобретают кобальтово-синий цвет, кроме этого появляется диагональная чёрная полоса от основания клюва к вершине. Такие изменения окраски длятся недолго, и интенсивность расцвечивания резко падает с началом высиживания яиц.

### Гнездование
Гнездо австралийского пеликана представляет собой углубление в земле, которое готовит самка. Она выкапывает ямку, используя лапы и клюв, и выстилает её ветками и старыми перьями. Через 2—3 дня после того, как гнездо готово, самка откладывает 1—3 яйца, с промежутком до шести (в среднем — 2—3) дней между каждым. Высиживание начинается с первого яйца, и в нём принимают участие оба родителя. При высиживании пеликаны закатывают яйца на лапы. Высиживание длится около 32—35 суток. Первый птенец обычно заметно больше остальных. Он получает большую часть пищи и может даже нападать и убивать птенцов, которые вылупились из яиц после него. Исследования, проведенные Королевским Зоологическим обществом Южной Австралии показали, что такая асинхронность вывода птенцов является важным адаптивным механизмом, который осуществляет «страховку» на случай гибели первого птенца.

Недавно вылупившиеся птенцы австралийского пеликана имеют большой клюв, большие выпуклые глаза. Кожа вокруг глаз испещрена тёмными пятнышками разной яркости, а цвет глаз птенцов может варьировать от практически белого к тёмно-коричневому. Эти вариации помогают родителям отличить своего птенца среди сотен других во время кормления.
Птенцы покидают гнездо в возрасте от 10 до 20 дней, и присоединяются к относительно однородным группам численностью до 100 особей где они проводят до двух месяцев, и по окончании этого периода становятся способными к полету и фактически самостоятельными особями.

## Ограничивающие факторы
Основным естественным ограничивающим фактором для австралийского пеликана является степень обеспеченности пригодными для жизни водоёмами. Так, например, во время заполнения водой впадины озера Эйр в 1974—1976 годах почти вся популяция австралийского пеликана была сконцентрирована в этом районе.
Когда же озеро Эйр снова высохло, стаи пеликанов быстро вернулись на морские побережья, а отдельные группы в тот период были замечены в Новой Зеландии, на острове Рождества и архипелаге Палау.

## В культуре
- Изображение австралийского пеликана используется на австралийских почтовых марках.
- Кроме того, австралийский пеликан в Австралии является популярным прототипом для детских игрушек.
- Пеликан является героем известной австралийской повести «Штормик и мистер Персиваль» и её экранизаций «Мальчик и океан» и «Мой друг мистер Персиваль».